# Zinóvios Válvis
Pour les articles homonymes, voir Valvis.
Zinóvios-Zafírios Válvis (en grec moderne : Ζηνόβιος-Ζαφείριος Βάλβης), né en 1800 et mort le 25 août 1886, est un homme d'État grec né en 1800 à Missolonghi. 
Il commence par étudier la théologie avant de passer au droit. Il devient premier ministre de Grèce par deux fois, mais meurt en 1886 dans la pauvreté après avoir refusé une pension pour ne pas être une charge pour l'État grec. Zinóvios Válvis est le frère de Dimítrios Válvis, lui aussi premier ministre de Grèce.